# Piera
Piera és una vila i municipi de Catalunya situat a la comarca de l'Anoia i de la comarca natural del Montserratí, limitant amb la comarca de l'Alt Penedès per la banda sud.

## Geografia
- Llista de topònims de Piera (Orografia: muntanyes, serres, collades, indrets..; hidrografia: rius, fonts...; edificis: cases, masies, esglésies, etc).

| Entitat de població      | Habitants (2024) |
| Piera                    | 7.730            |
| Can Canals de Masbover   | 1.978            |
| Can Claramunt            | 1.665            |
| Can Bonastre             | 1.404            |
| Can Mas                  | 966              |
| Can Martí de l'Estela    | 807              |
| Can Mata                 | 535              |
| la Venta i Can Mossarro  | 516              |
| Can Bou                  | 288              |
| el Bedorc                | 283              |
| el Bosc de l'Àliga       | 258              |
| Sant Jaume Sesoliveres   | 227              |
| Sant Jordi               | 219              |
| el Castell de la Ventosa | 192              |
| Ca n'Aguilera            | 182              |
| Vallbonica               | 106              |
| la Grua                  | 75               |
| la Fortesa               | 57               |
| Can Creixell             | 34               |
| Can Cairot               | 22               |
| Bosc de Can Martí        | 16               |
| Font: Idescat            |                  |

| 1497 f | 1515 f | 1553 f | 1717 | 1787  | 1857  | 1877  | 1887  | 1900  | 1910  |
| ------ | ------ | ------ | ---- | ----- | ----- | ----- | ----- | ----- | ----- |
| 109    | 95     | 124    | 709  | 1.924 | 3.347 | 3.221 | 3.372 | 2.663 | 3.049 |

| 1920  | 1930  | 1940  | 1950  | 1960  | 1970  | 1981  | 1990  | 1992  | 1994  |
| ----- | ----- | ----- | ----- | ----- | ----- | ----- | ----- | ----- | ----- |
| 3.094 | 3.474 | 3.248 | 3.334 | 3.283 | 3.813 | 4.726 | 5.810 | 6.144 | 6.144 |

| 1996  | 1998  | 2000  | 2002   | 2004   | 2006   | 2008   | 2010   | 2012   | 2014   |
| ----- | ----- | ----- | ------ | ------ | ------ | ------ | ------ | ------ | ------ |
| 7.574 | 8.031 | 8.540 | 10.194 | 11.452 | 12.951 | 14.025 | 14.576 | 15.009 | 15.000 |

| 2016   | 2018   | 2020   | 2022   | 2024   | 2026 | 2028 | 2030 | 2032 | 2034 |
| ------ | ------ | ------ | ------ | ------ | ---- | ---- | ---- | ---- | ---- |
| 15.001 | 15.362 | 16.134 | 16.787 | 17.555 | -    | -    | -    | -    | -    |

Piera forma part de la comarca de l'Anoia i n'és el terme municipal més extens. Limita al nord amb Castellolí i el Bruc, al nord-est amb els Hostalets de Pierola, a l'est amb Masquefa, al sud-est amb Sant Llorenç d'Hortons, al sud amb Sant Sadurní d'Anoia, al sud-oest amb Torrelavit (Terrassola i Lavit), a l'oest limita amb Cabrera d'Igualada, i al nord-oest amb els termes de la Pobla de Claramunt i Vallbona d'Anoia.
Al sud limita amb la comarca de l'Alt Penedès (que inclou els termes municipals colindants a Piera de Sant Llorenç d'Hortons, Sant Sadurní d'Anoia i Torrelavit (Terrassola i Lavit).
Té una superfície de 57,2 km² i una altitud mitjana de 324’7 metres. Piera té més de 14.000 habitants. Aquesta població augmenta considerablement a l'estiu, degut a les segones residències.
La seva situació al sud-est de la comarca de l'Anoia està al costat de l'Alt Penedès, les terres del terme tenen les mateixes característiques que les penedesenques. Juntament amb el nucli urbà, Piera el formen, segons l'inventari de 1981, 74 caserius i 18 barris, assumits per l'Ajuntament.
El municipi es comunica amb altres poblacions a través dels FGC, la Hispano Igualadina, la Hispano Llacunense i amb vehicle propi s'hi pot arribar per cinc carreteres.
En aquest municipi, a part de Piera, hi ha cinc pobles més, que són Can Canals de Masbover, Sant Jaume Sesoliveres, el Bedorc, la Fortesa i Ca n'Aguilera.

## Història

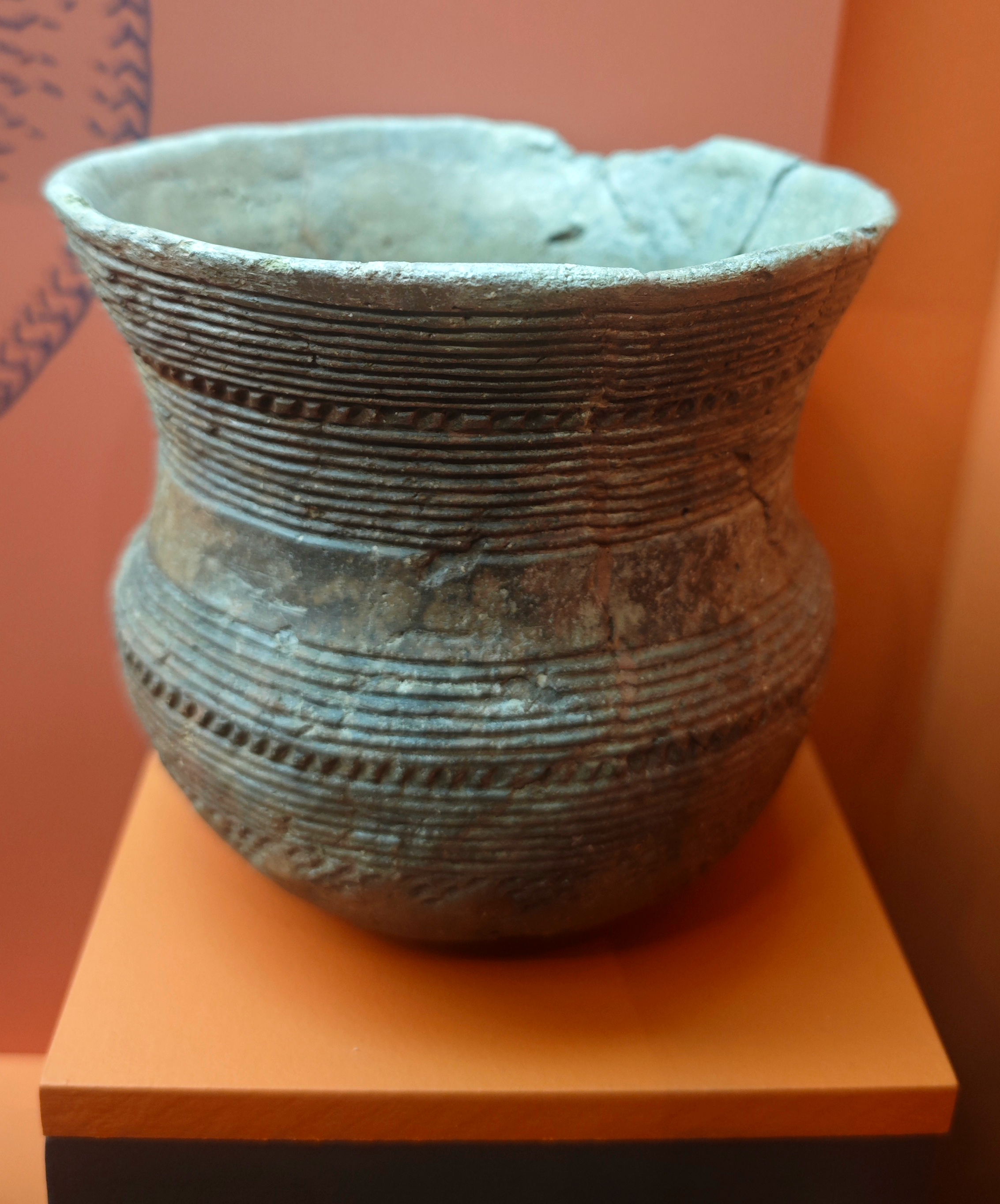
Vas campaniforme (-3200/-2300) trobat a la Cova de la Ventosa, Piera (Anoia) - [https://mac.colleccions.cat/objecte/mac-bcn-023189/ MAC BCN-027060

El 1382, Guillem Ramon de Montcada i de Peralta intercanvià amb Pere II d'Urgell la baronia de Cervelló i les viles de Sant Vicenç dels Horts i Piera a canvi de la meitat de les baronies de Bunyol, Xiva i Xestalgar.

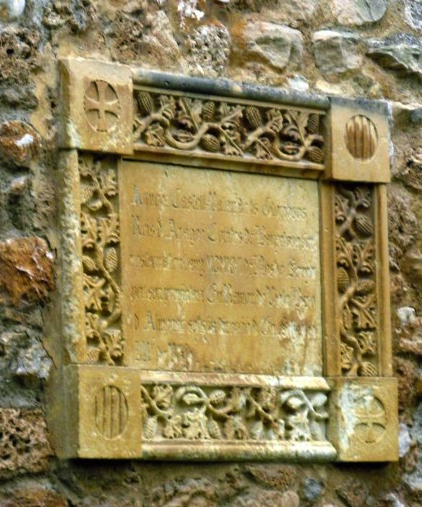
Placa al castell de Piera a Ramon de Viala i de Ayguavives, Baró d'Almenar

El Castell de Piera (el castrum Apiaria, anomenat primerament de Fontanet) és documentat des de l'any 955, i ocupà el lloc d'un poblat ibèric. Jaume el Conqueridor va fer repetides visites i estades al castell de Piera, i la més llarga fou la d'agost-desembre de 1268. Jaume I, el 1265, va acordar amb la família Sescorts que li farien l'administració del castell i una generació rere l'altra hi romangueren fins al segle xviii. La família Sescorts o Curtibus, cavallers i comanadors de l'orde de Sant Jordi d'Alfama, comanadors d'Agramunt i senyors del Castell de la Torre Salvana, segons l'historiador Josep Barba Raventós, varen rebre el Castell de Piera com una compensació per l'ajuda prestada a la conquesta de València. En el document de donació, consta que els Sescorts o Curtibus farien l'administració del castell i també tindrien l'obligació d'hostatjar al Rei i al seu seguici en cas de visita reial cosa que feren en nombroses ocasions amb Jaume I, Joana Enríquez, Joan II entre altres monarques catalans. La família Sescorts o Curtibus, generació rere l'altra hi romangueren fins al segle xviii quan van entroncar amb els Viala-Aguilera de Ca N'Aguilera i Òdena i el castell va passar a mans dels Viala-Aguilera-Sescorts en detriment de la branca del seu cosí Pere Vallés Sescorts després d'un llarg litigi. En arribar l'hora de la desamortització, el 1832, el Castell de Piera es convertí en propietat de Ventura de Viala i Aguilera, baró d'Almenar i notari de Tàrrega.
El 15 d'agost de 1867, quan Gabriel Baldrich i Palau era Comandant General de Barcelona intentà un aixecament contra Isabel II d'Espanya establint la seva caserna general a Piera, i tot i que va aplegar uns 2.000 homes i va situar les seves tropes molt a prop de Barcelona, no va comptar amb prou recursos i ajuda per fer triomfar l'alçament.
El 1900 es produí en favor de Carles de Borbó i Àustria-Este el fracassat Alçament de Badalona, Piera i altres viles catalanes i del País Valencià liderat per Salvador Soliva
L'any 1916 Ramon de Viala i de Ayguavives, Baró d'Almenar deixà enllestida una restauració magnífica. Encara avui en dia es conserva una placa que commemora la restauració.
El 30 d'octubre del 2012, Piera es proclama Territori Català Lliure.

## Fills i filles il·lustres
Vegeu llista completa a Pierencs
- Toni Bou, pilot de trial, diverses vegades campió del món.
- Joan Orpí i del Pou (1593-1645): explorador, conqueridor i administrador; fundador de Barcelona (Veneçuela).
- Josep Vidal i Munné (1896-1958): veterinari, investigador, bacteriòleg pioner de la penicil·lina.

## Cultura

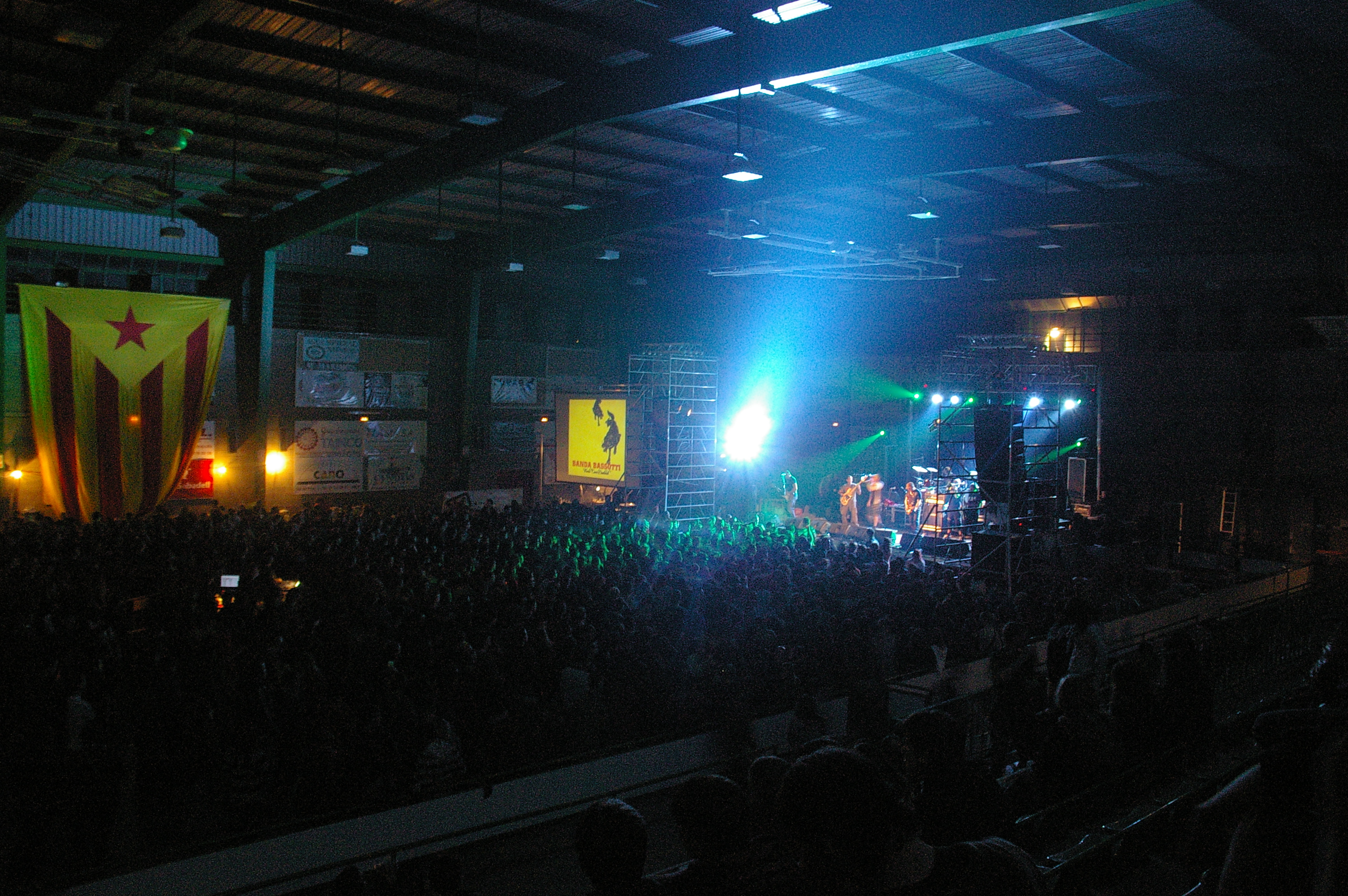
Una edició del Castanyada Rock, que porta milers de joves d'arreu del país a la Vila de Piera

El Castanyada Rock és un festival que s'organitza a Piera cada 31 d'octubre coincidint amb Tots Sants i la castanyada. El seu objectiu és celebrar la catalanitat de la festa de Tots Sants i oferir una atractiva possibilitat de festa per als joves del poble i sobretot de tota Catalunya.
La festa de Sant Nicasi, o festa major d'hivern, se celebra a Sant Jaume Sesoliveres, un barri que pertany al municipi de Piera, el primer cap de setmana de febrer, en honor de Sant Nicasi patró del barri. Durant tres dies, els veïns de Sant Jaume gaudeixen d'activitats com cinema, sopar de germanor, jocs per a la mainada, teatre o cant coral. El diumenge té lloc l'esdeveniment més tradicional, la missa solemne i la processó en honor de Sant Nicasi pels carrers del poble i amb la presència del veïnat de Sant Jaume i les autoritats locals. Aquesta festa té una tradició de més d'un segle, concretament des de l'any 1889, quan una plaga de pesta va provocar una gran mortalitat infantil. El poble es va encomanar a Sant Nicasi i es va comprometre a celebrar aquesta festa si no morien més nens a partir d'aleshores, i així va ser que cada 1 de febrer se celebrava un ofici en honor del sant. A partir del 1970, la festa es va traslladar al primer diumenge de febrer i és tradició que els que han tingut fills des de la festa passada fins ara treguin la imatge del sant i la portin en processó pels carrers del poble. Una tradició de què els veïns de Sant Jaume estan molt orgullosos i que volen fer perdurar al llarg de molts anys.
Piera és la seu de diverses entitats:
- Amics del Pubillatge de Piera.
- Grup de Diables de Piera.
- Grup de falcons de Piera.
- Geganters de la Vila de Piera.
- Agrupació sardanista de Piera.
- Hoquei Club Piera.
- Agrupació Esportiva Piera.

## Política i administració local
| Període     | Alcalde o alcaldessa                            | Partit polític | Data de possessió | Observacions |
| ----------- | ----------------------------------------------- | -------------- | ----------------- | ------------ |
| 1979–1983   | Josep Manel Lacambra i Pellicer                 |                | 19/04/1979        | --           |
| 1983–1987   | Pere Farrés i Bonastre                          |                | 28/05/1983        | --           |
| 1987–1991   | Pere Farrés i Bonastre                          |                | 30/06/1987        | --           |
| 1991–1995   | Jaume Salvador Guixà i Soteras                  |                | 15/06/1991        | --           |
| 1995–1999   | Jaume Salvador Guixà i Soteras                  |                | 17/06/1995        | --           |
| 1999–2003   | Jaume Salvador Guixà i Soteras                  |                | 03/07/1999        | --           |
| 2003–2007   | Jaume Salvador Guixà i Soteras                  |                | 14/06/2003        | --           |
| 2007–2011   | Josefina Altarriba i Queraltó Jordi Madrid Roca |                | 16/06/2007        | --           |
| 2011–2015   | Jaume Salvador Guixà i Soteras                  |                | 11/06/2011        | --           |
| 2015–2019   | Jordi Madrid i Roca Josep Llopart i Gardela     |                | 13/06/2015        | --           |
| 2019-2023   | Jordi Madrid i Roca                             |                | 15/06/2019        | --           |
| Des de 2023 | Carme González i Anjaumà                        |                | 17/06/2023        | --           |

## Imatges

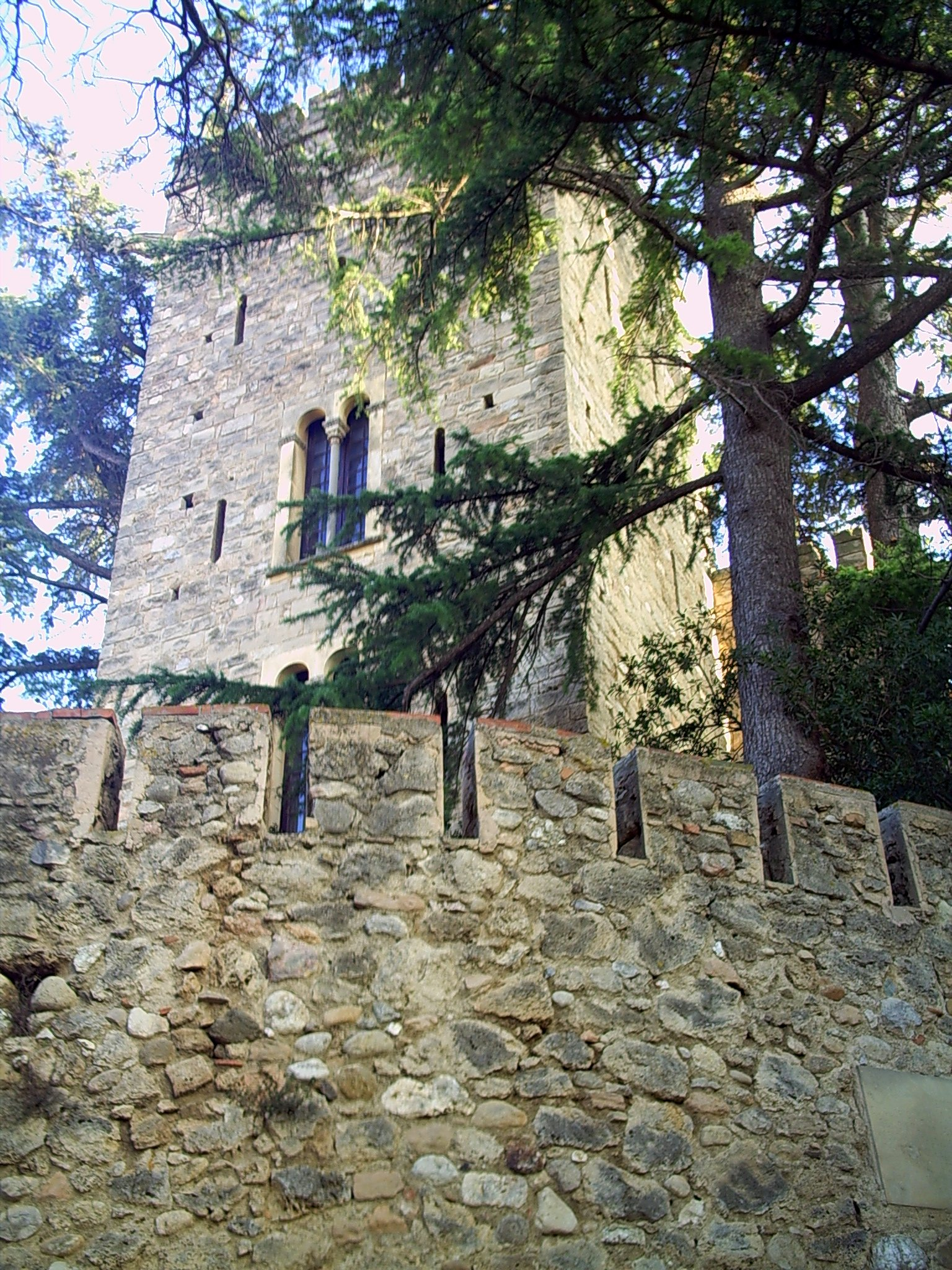
Torre del Castell de Jaume I.
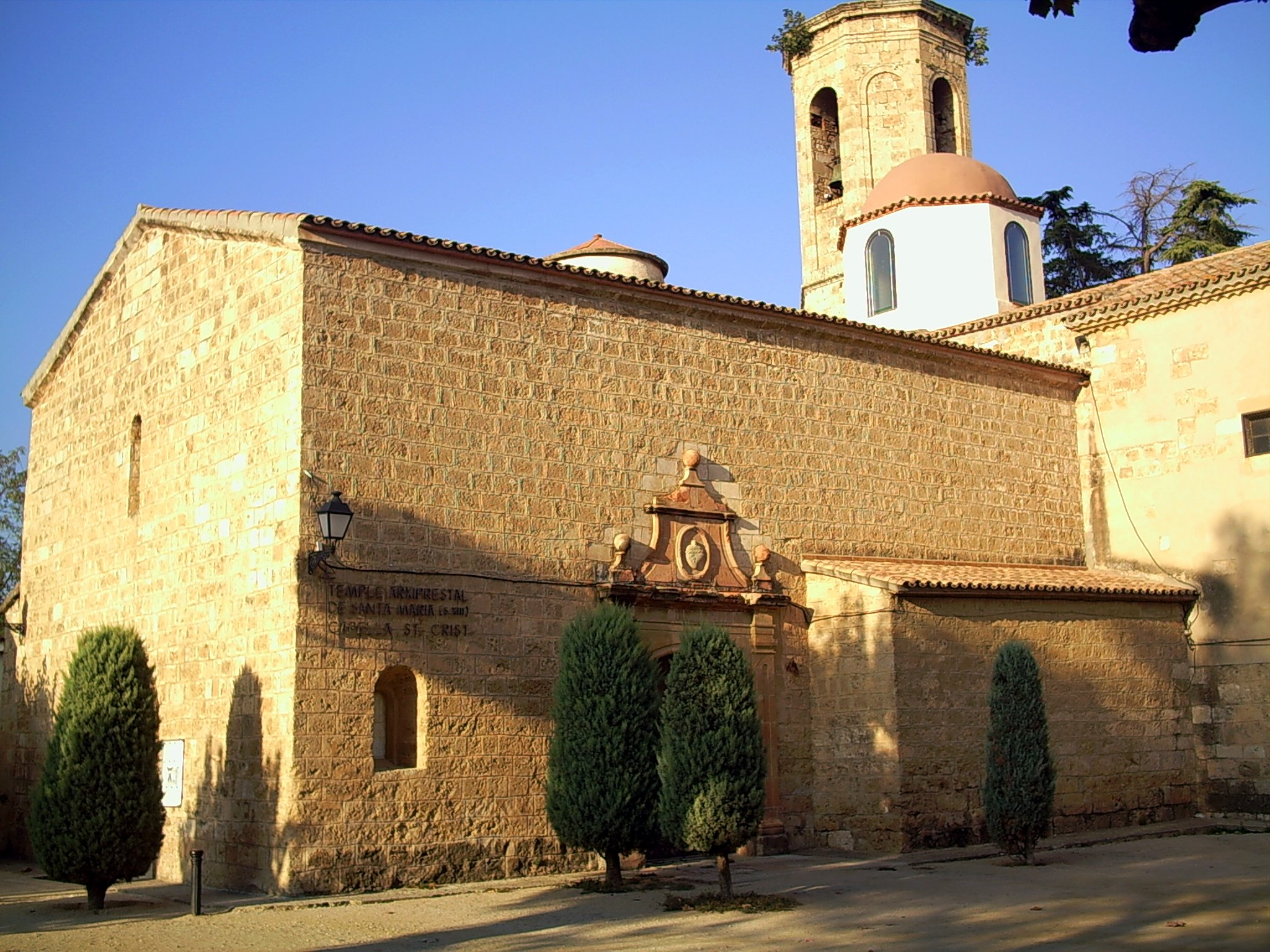
Església de Santa Maria (Segle XIII).
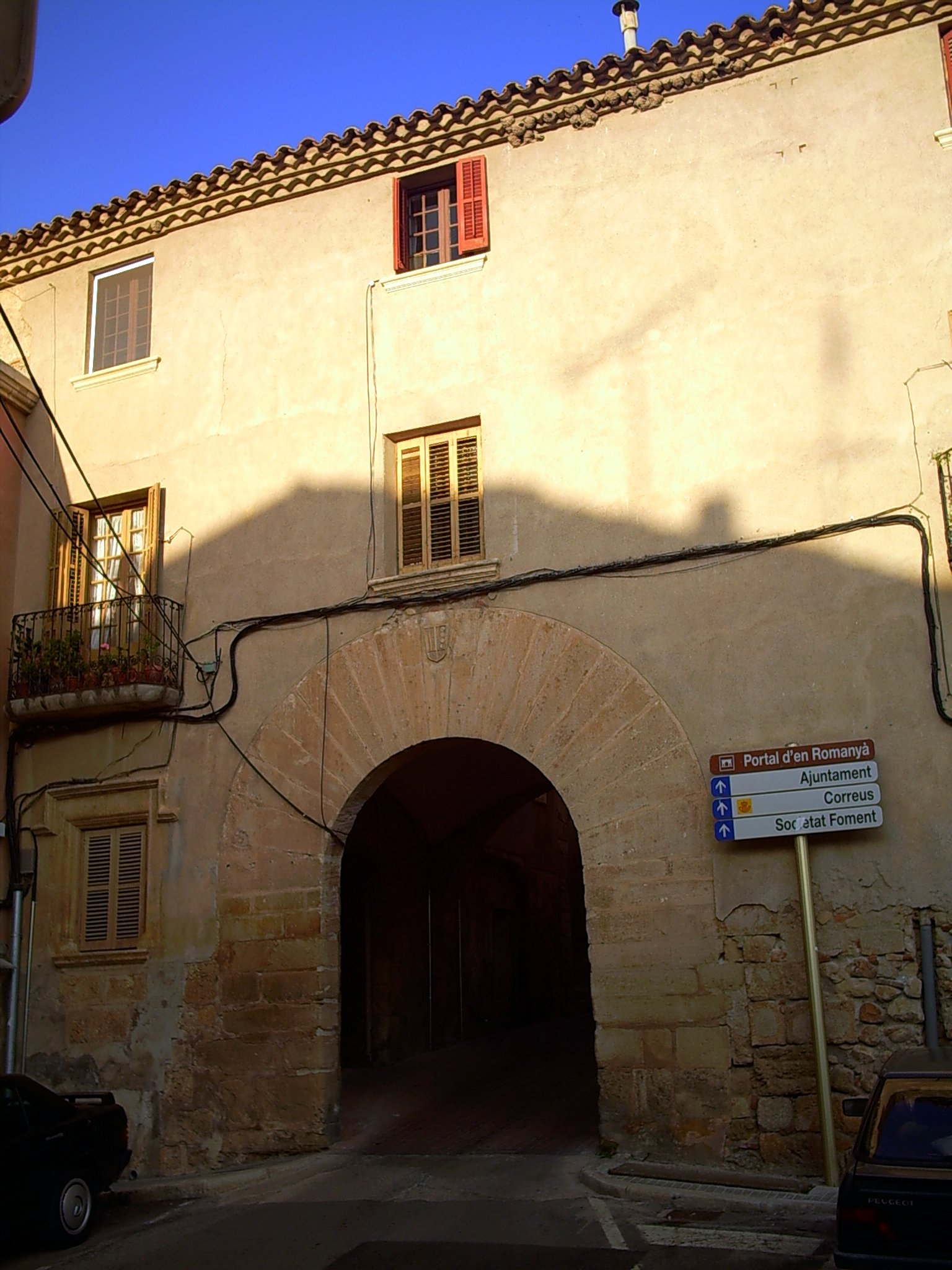
Portal d'en Romanyà.
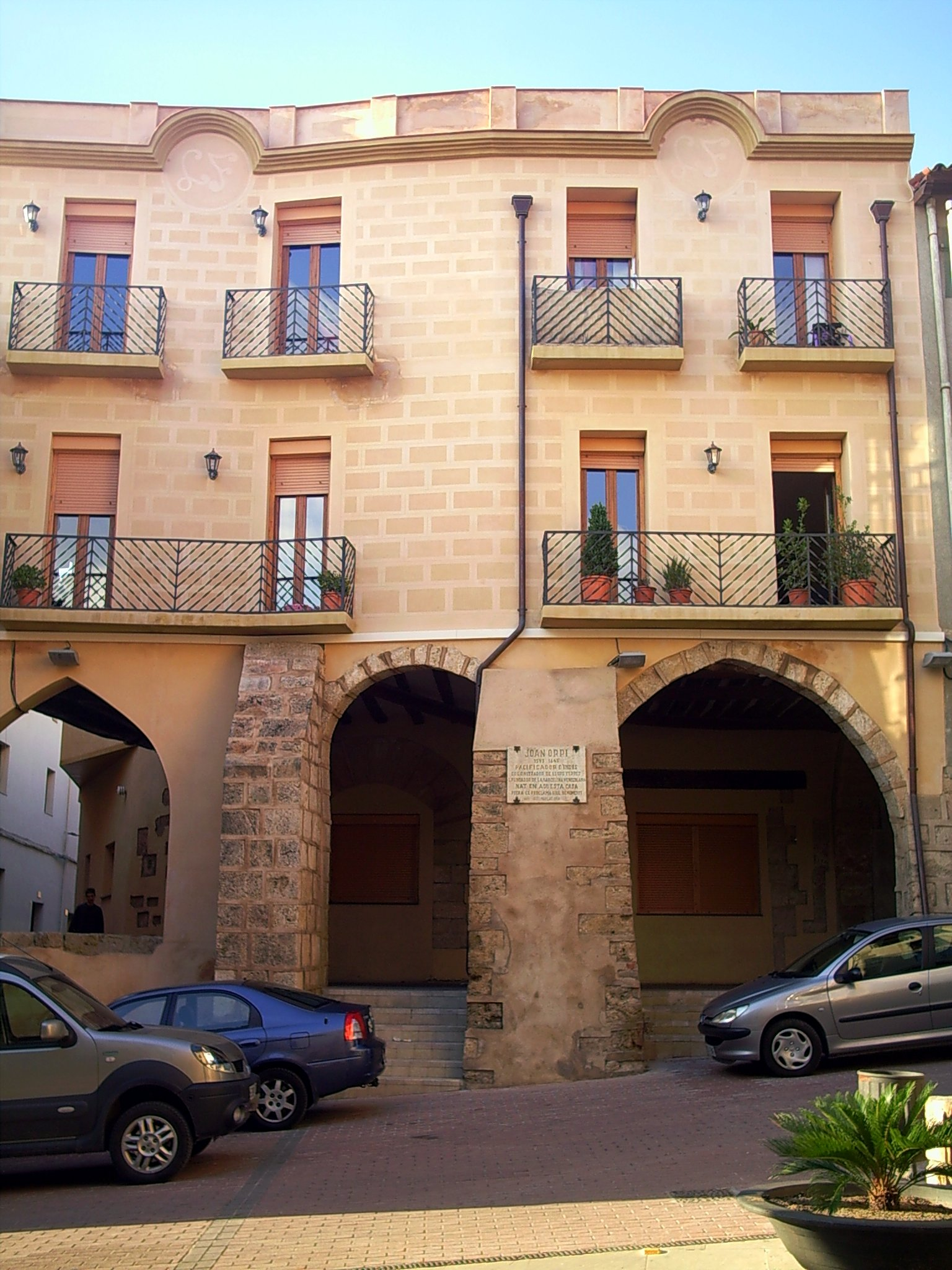
Casa de Joan Orpí i del Pou.
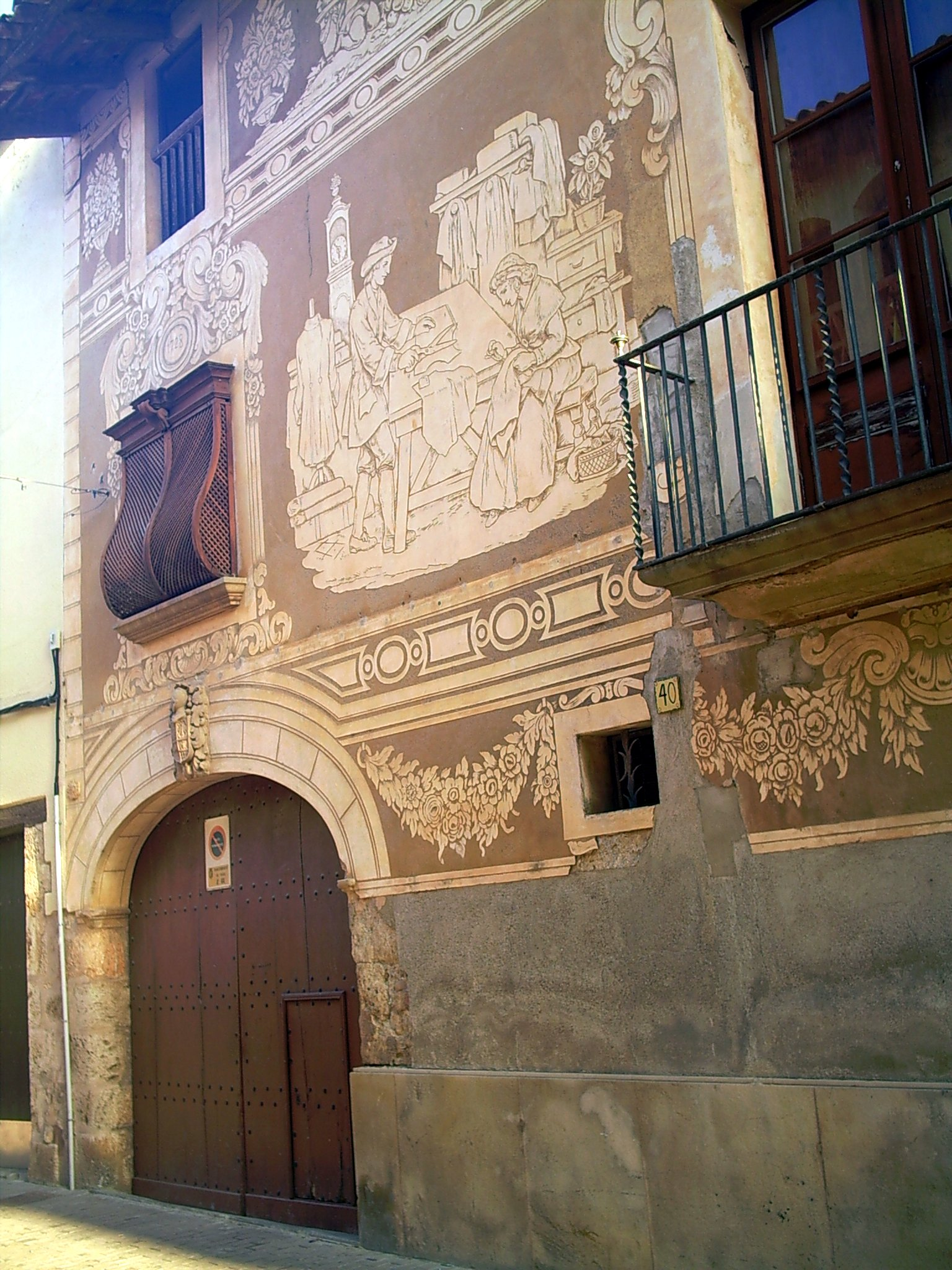
Casa Sastre, (1728).
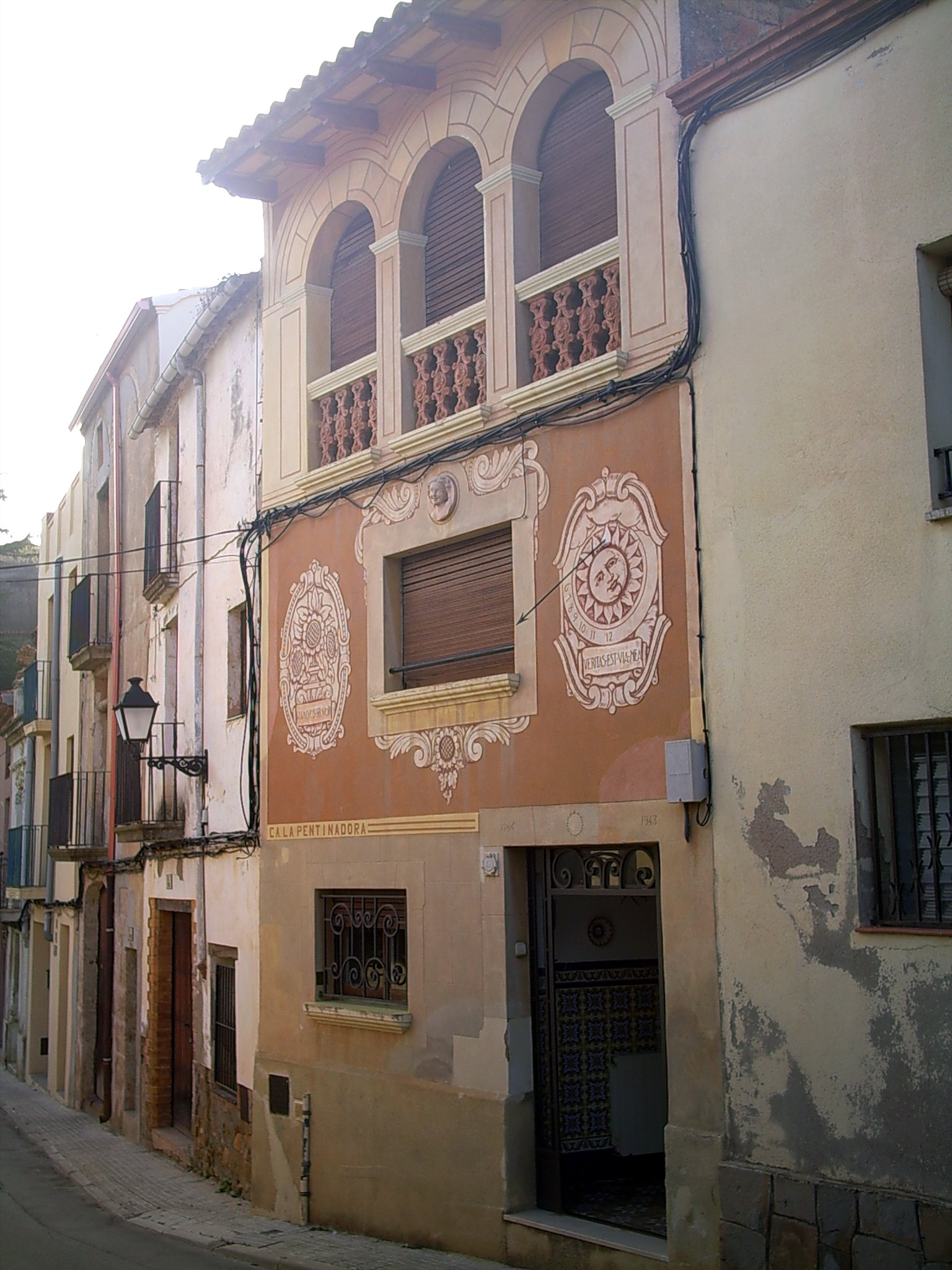
Ca la Pentinadora (1784).
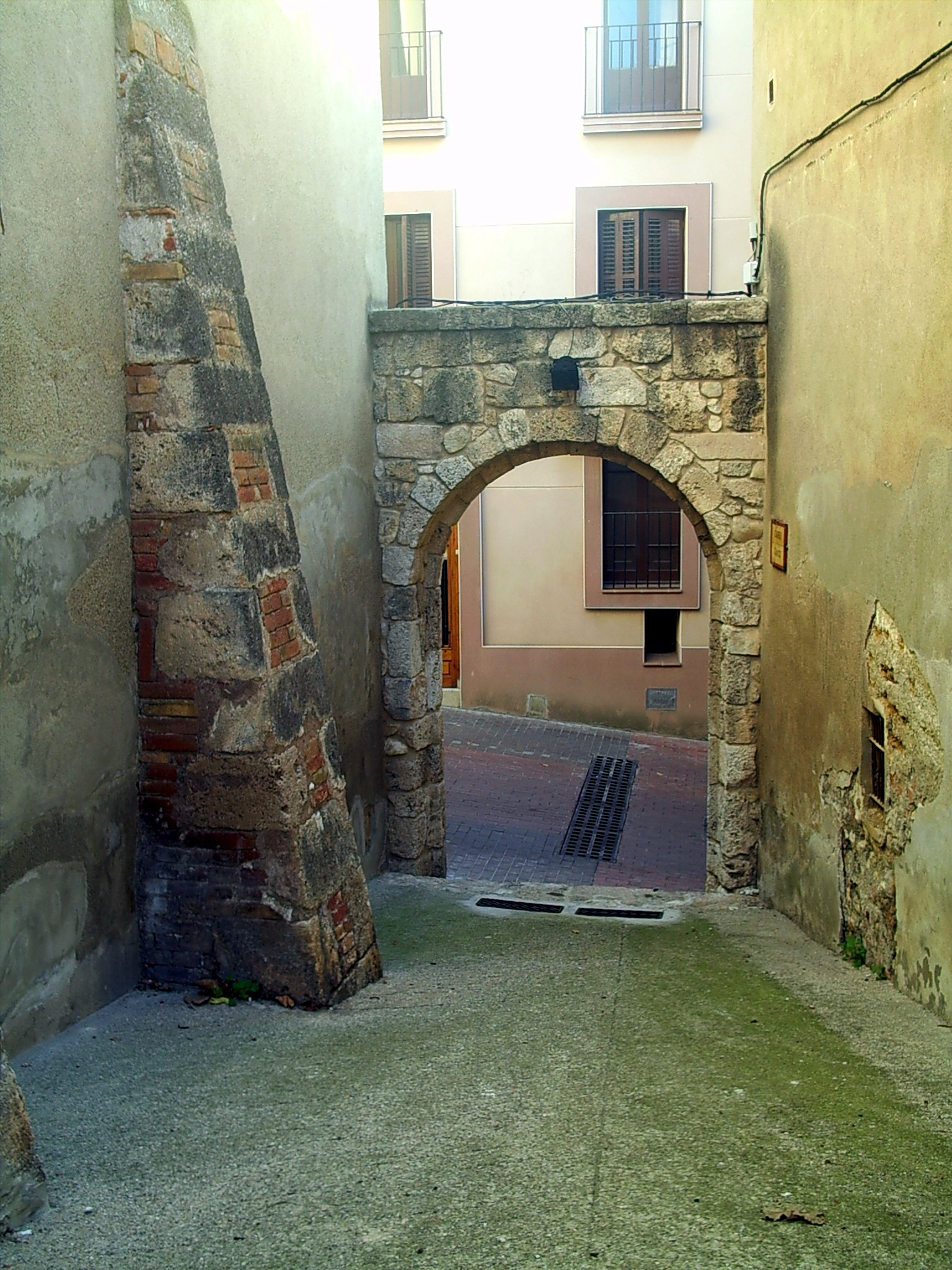
Carrer Canigó.
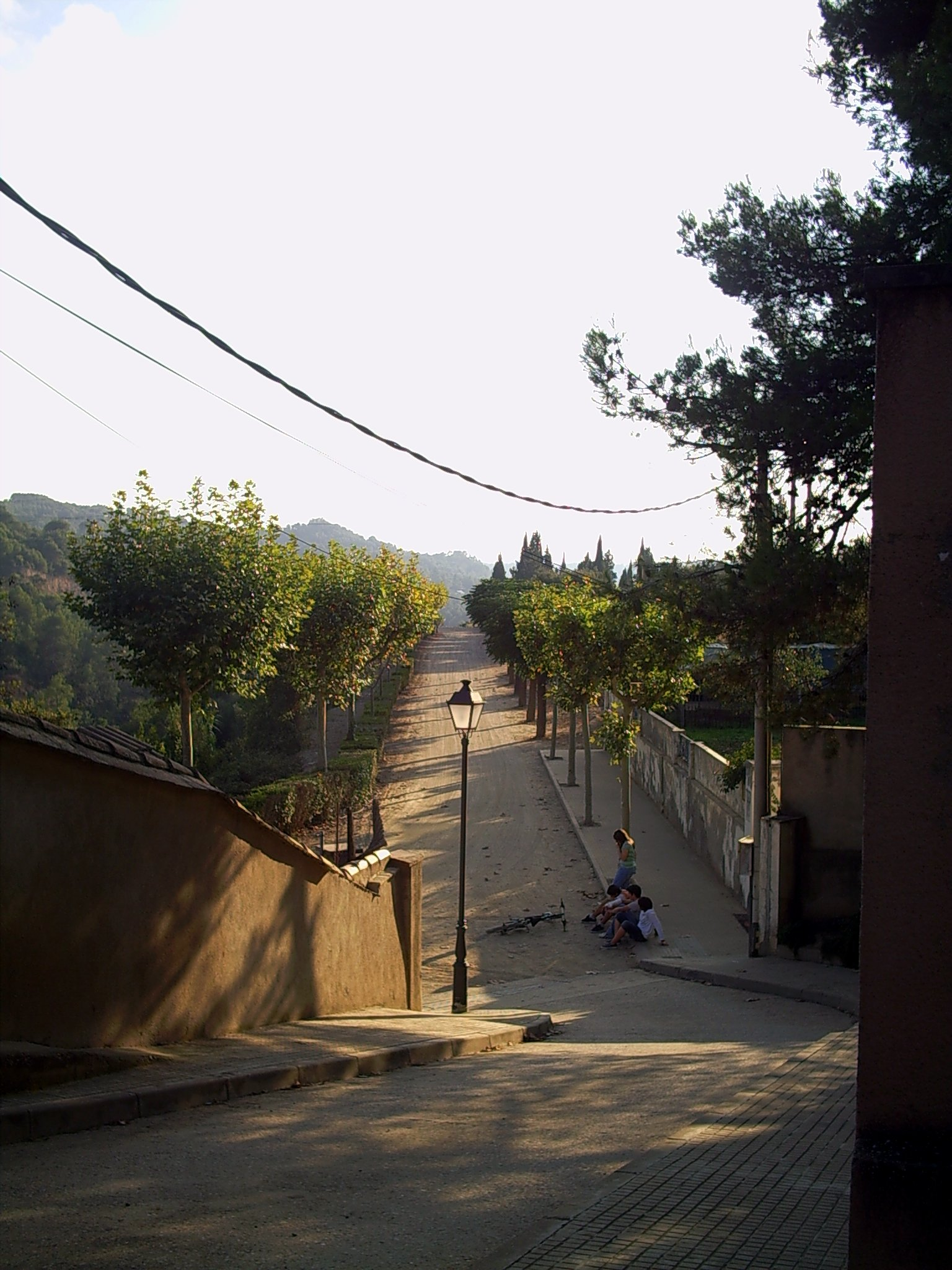
Carrer de Salvador Claramunt.